# سد الصهباء
سد الصهباء والمسمى حاليًا ب سد البنت، هو سد مائي تاريخي أثري، يرجع تاريخ إنشاءه إلى فترة ما قبل الإسلام. يقع السد جنوب شرق قرية الثمد الواقعة في جنوب محافظة خيبر. ويبلغ طول السد 250 مترًا وارتفاعه يصل إلى 30 مترًا، وهو مشيد من أحجار غير مشذبة ويظهر من البنيان اختلاف في فترات بنائه وأضيفت على بناء السد طبقة من الملاط من الجهة التي تحجز المياه، ويأخذ السد شكلًا متدرجًا وتزداد سماكته عند القاعدة وتقل في الأجزاء العليا، والسد مدرج من كلا جانبيه. 